# تمی بلانچارد
تَمی بلانچارد (انگلیسی: Tammy Blanchard؛ زادهٔ ۱۴ دسامبر ۱۹۷۶) یک هنرپیشه اهل ایالات متحده آمریکا است. وی از سال ۱۹۹۷ میلادی تاکنون مشغول فعالیت بوده‌است.

## گزیده فیلمشناسی
از فیلم‌ها یا برنامه‌های تلویزیونی که وی در آن نقش داشته است می‌توان به آثار زیر اشاره کرد.
- دزدیدن هاوارد (۲۰۰۲)
- بلا (۲۰۰۶)
- چوپان خوب (فیلم) (۲۰۰۶)
- کادیلاک رکوردز (۲۰۰۸)
- لانه خرگوش (فیلم) (۲۰۱۰)
- مانیبال (۲۰۱۱)
- یقین (۲۰۱۱)
- موسیقی هرگز متوقف نمی‌شود (۲۰۱۱)
- جاسمین غمگین (۲۰۱۳)
- به‌سوی جنگل (فیلم) (۲۰۱۴)
- زندگی غیرمنتظره (۲۰۱۴)
- دعوت (فیلم ۲۰۱۵) (۲۰۱۵)
- تلولا (فیلم) (۲۰۱۶)
- بهترین مثال (۲۰۰۸)
- شرکت پخش رسانه‌ای آمریکا (۲۰۰۹)
- همسر خوب (۲۰۱۰)
- خانم وزیر (مجموعه تلویزیونی) (۲۰۱۴)
- ابتدایی (مجموعه تلویزیونی) (۲۰۱۵)
- میلیاردها (مجموعه تلویزیونی) (۲۰۱۷)
- تقلید (۲۰۲۰)